# Crataegus munda
Crataegus munda är en rosväxtart som beskrevs av Chauncey Delos Beadle. Crataegus munda ingår i Hagtornssläktet som ingår i familjen rosväxter. Utöver nominatformen finns också underarten C. m. pexa.